# Nacaduba perusia
Nacaduba perusia är en fjärilsart som beskrevs av Felder 1860. Nacaduba perusia ingår i släktet Nacaduba och familjen juvelvingar. Inga underarter finns listade i Catalogue of Life.